# Offemont
Offemont (deutsch früher Offemundt) ist eine französische Gemeinde mit 4054 Einwohnern (Stand: 1. Januar 2022) im Territoire de Belfort in der Region Bourgogne-Franche-Comté. Die Bewohner werden Offemontois und Offemontoises genannt.
Die Gemeinde erhielt 2023 die Auszeichnung „Eine Blume“, die vom Conseil national des villes et villages fleuris (CNVVF) im Rahmen des jährlichen Wettbewerbs der blumengeschmückten Städte und Dörfer verliehen wird.

## Geographie
Offemont liegt auf 370 m Höhe, etwa vier Kilometer nordnordöstlich der Stadt Belfort (Luftlinie). Das Dorf erstreckt sich im Vorland der Vogesen, in einer breiten Senke am nördlichen Rand der Burgundischen Pforte, zwischen dem Étang de la Forge im Süden und den Hügeln der Forêt de Roppe im Norden.

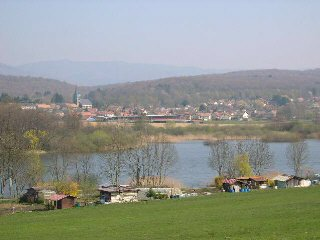
Étang des Forges mit Blick auf Offemont

Die Fläche des 5,55 km² großen Gemeindegebiets umfasst einen Abschnitt im nördlichen Bereich der Burgundischen Pforte (Trouée de Belfort). Der Hauptteil des Gebietes wird von der Senke von Offemont eingenommen, die eine Breite von zwei Kilometern aufweist und durchschnittlich auf 360 m liegt. In dieser Senke, die außerhalb des Siedlungsgebietes überwiegend landwirtschaftlich genutzt wird, befindet sich der Étang des Forges. Dieser dient als Naherholungsgebiet und bietet verschiedene Möglichkeiten des Wasser- und Freizeitsports. Entwässert wird die Senke durch den Dorfbach von Offemont nach Südwesten zur Savoureuse. Die Talebene von Offemont wird im Süden vom langgezogenen Höhenrücken des Fort de la Miotte flankiert, an dessen Nordfuß die Gemeindegrenze verläuft. Nach Norden erstreckt sich das Gemeindeareal in das bewaldete Gebiet der Forêt de Roppe. Mit 494 m wird auf dem Mont Rudolphe die höchste Erhebung von Offemont erreicht.
Zu Offemont gehören neben dem eigentlichen Dorf auch die Siedlungen:
- Le Martinet (375 m) am Rand der Forêt d'Arsot
- Cité d'Arsot (366 m) in der Ebene am Ostrand des Savoureuse-Tals

Nachbargemeinden von Offemont sind Éloie im Norden, Vétrigne und Denney im Osten, Belfort im Süden sowie Valdoie im Westen.

## Geschichte

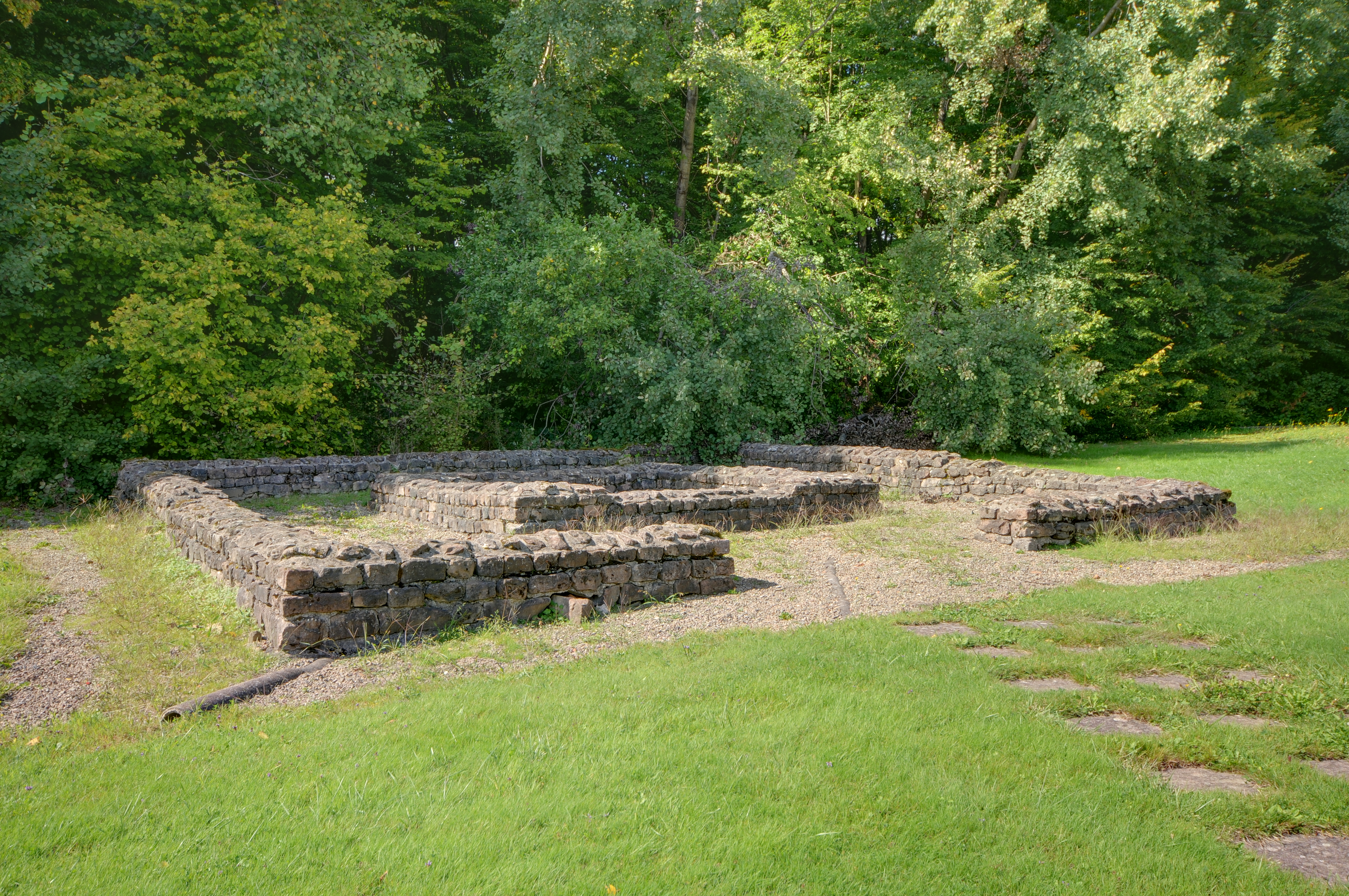
Reste des gallo-romanischen Tempels

Das Gemeindegebiet von Offemont war schon sehr früh besiedelt. Die frühesten Spuren der Anwesenheit des Menschen stammen aus dem Neolithikum. Während der Römerzeit bestand hier eine Siedlung, die vermutlich vom 1. bis zum 4. Jahrhundert bewohnt war. Überreste eines Töpferateliers, einer Villa, eines Tempels und eines sekundären Verkehrsweges, der von Belfort nach Rougemont-le-Château führte, sowie zahlreiche Streufunde wurden seit dem 19. Jahrhundert entdeckt.
Erstmals urkundlich erwähnt wird Offemont im Jahr 1324. Der Ortsname könnte vom lateinischen mons iovis (Berg des Jupiter) abstammen. Zunächst im Einflussbereich der Grafen von Montbéliard stehend, gelangte das Dorf Mitte des 14. Jahrhunderts unter die Oberhoheit der Habsburger. Zusammen mit dem Sundgau kam Offemont mit dem Westfälischen Frieden 1648 an die französische Krone. Seit 1793 gehörte Offemont zum Département Haut-Rhin, verblieb jedoch 1871 als Teil des arrondissement subsistant du Haut-Rhin im Gegensatz zum restlichen Elsass bei Frankreich. Nach dem Deutsch-Französischen Krieg wurde Ende des 19. Jahrhunderts das Fort du Mont Rudolphe errichtet, das einen Teil des Befestigungsringes um Belfort bildete.
In der Umgebung von Offemont befanden sich mehrere Steinbrüche, in denen der rote Sandstein für den Bau von Häusern und Kirchen der Region (darunter die Kathedrale Saint-Christophe von Belfort) abgebaut wurde. Ende des 19. Jahrhunderts und zu Beginn des 20. Jahrhunderts begann die Industrialisierung der am Nordrand von Belfort liegenden Ortschaft. Von Bedeutung war dabei vor allem die metallverarbeitende Industrie. 1913 wurde Offemont durch eine Bahnlinie, die von Belfort nach Rougemont-le-Château führte, an das französische Eisenbahnnetz angebunden. Der Betrieb wurde allerdings 1948 wieder eingestellt. Seit 1973 war Offemont Mitglied der Agglomeration Belfort, aus der 1999 der Gemeindeverband Communauté d’Agglomération Belfortaine entstand, der wiederum 2017 in die Grand Belfort Communauté d’Agglomération aufging. Bis 2015 war Offemont namensgebender Hauptort des in diesem Jahr aufgelösten Kantons Offemont.

## Sehenswürdigkeiten
Die Kirche Saint-Augustin wurde 1846 erbaut, und seither bildet Offemont eine eigene Pfarrei. Ein Wegkreuz stammt von 1712, das seit 1964 als Monument historique eingeschrieben ist. Im alten Ortskern sind einige Häuser im traditionellen Stil erhalten, wobei das älteste von 1688 datiert.
Siehe auch: Liste der Monuments historiques in Offemont

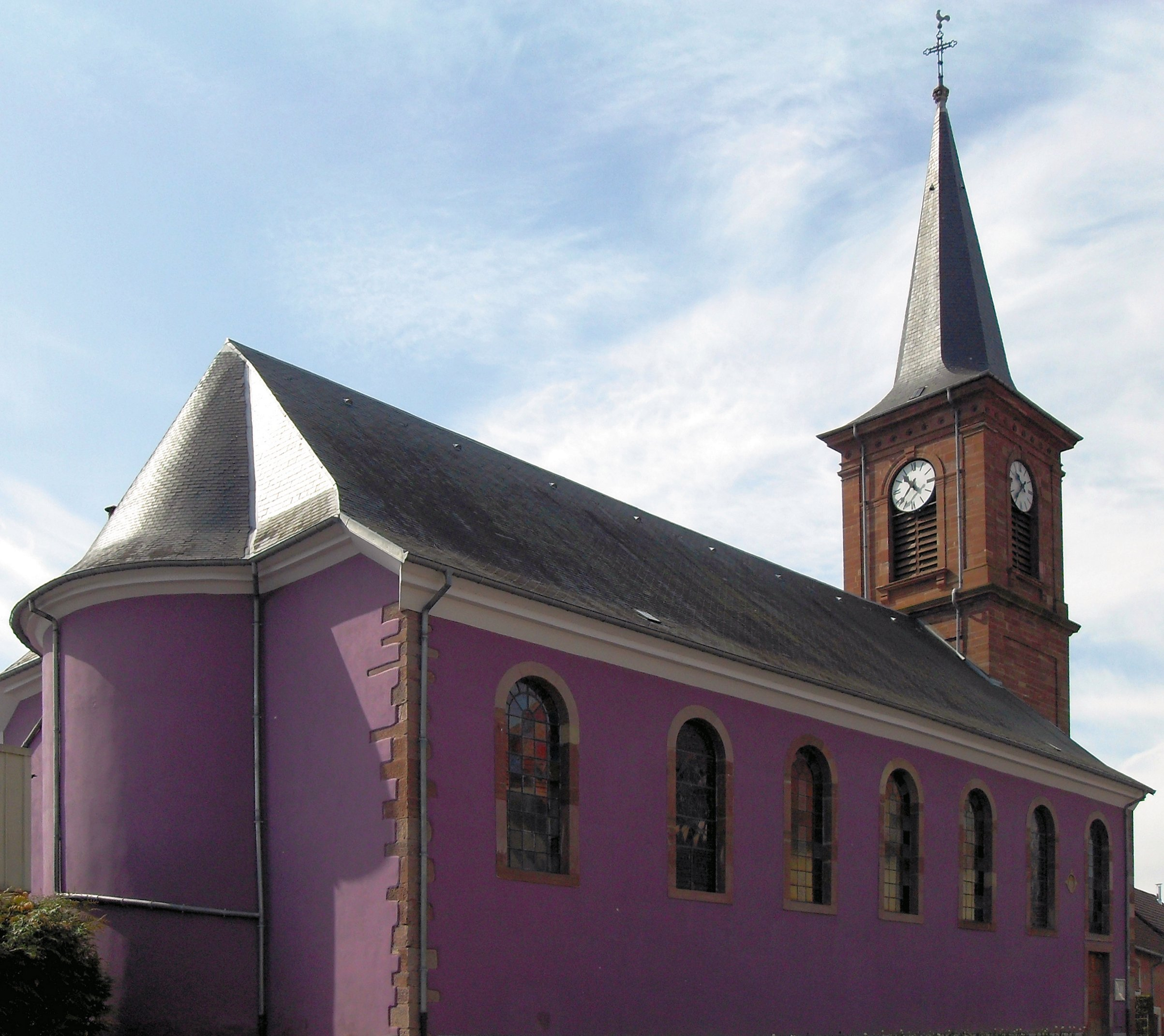
Kirche Saint-Augustin
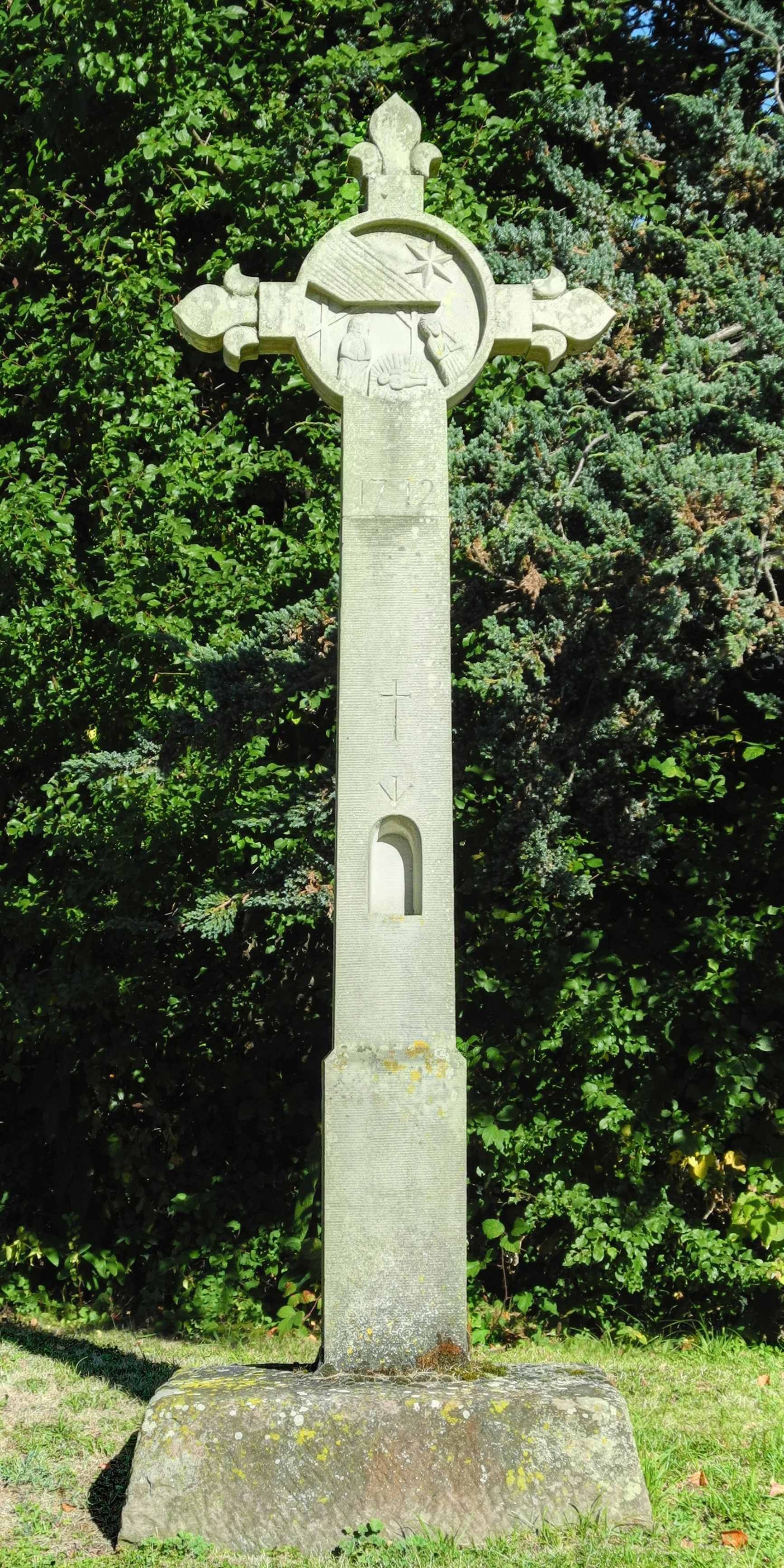
Wegekreuz von 1712

## Bevölkerung
| Bevölkerungsentwicklung | Bevölkerungsentwicklung |
| Jahr                    | Einwohner               |
| ----------------------- | ----------------------- |
| 1901                    | 519                     |
| 1926                    | 904                     |
| 1962                    | 1981                    |
| 1968                    | 2876                    |
| 1975                    | 3456                    |
| 1982                    | 4140                    |
| 1990                    | 4213                    |
| 1999                    | 3976                    |
| 2006                    | 3369                    |
| 2019                    | 4219                    |

Mit 4054 Einwohnern (1. Januar 2022) gehört Offemont zu den mittelgroßen Gemeinden des Départements Territoire de Belfort. Das Bevölkerungswachstum von Offemont erfolgte in mehreren Schüben. Besonders hohe Zuwachsraten wurden zu Beginn des 20. Jahrhunderts verzeichnet. Nach einer längeren Stagnationsperiode von 1920 bis 1950 stieg die Einwohnerzahl von 1950 bis 1982 erneut markant an. In dieser Zeit vervierfachte sich die Bevölkerungszahl. Heute ist das Siedlungsgebiet von Offemont mit denjenigen von Belfort und Valdoie beinahe lückenlos zusammengewachsen.

## Wirtschaft und Infrastruktur
Seit Beginn des 20. Jahrhunderts entwickelte sich Offemont zu einer industriell geprägten Gemeinde. Heute sind in der Gemeinde zahlreiche Betriebe des Klein- und Mittelgewerbes ansässig, wobei metallverarbeitende Industrie, Galvanoplastik, die Feinmechanik, die Herstellung von Zubehörteilen für die Automobilindustrie und das Bauwesen die bedeutendsten Branchen bilden. Offemont ist Standort eines Verteilerzentrums der Post. Ferner gibt es viele Geschäfte des Einzelhandels für den täglichen Bedarf. Viele Erwerbstätige sind auch Pendler, die in den anderen Gemeinden der Agglomerationen Belfort und Montbéliard ihrer Arbeit nachgehen.
Die Ortschaft ist verkehrstechnisch gut erschlossen. Sie liegt an einer Departementsstraße, die von Roppe nach Valdoie führt. Der nächste Anschluss an die Autobahn A36 befindet sich in einer Entfernung von ungefähr fünf Kilometern. Weitere Straßenverbindungen bestehen mit Belfort und Denney. Mit der Stadt Belfort ist Offemont durch eine Buslinie verbunden.